# Canthon velutinus
Canthon velutinus är en skalbaggsart som beskrevs av Edgar von Harold 1868. Canthon velutinus ingår i släktet Canthon och familjen bladhorningar. Inga underarter finns listade.